# معركة خيرسون

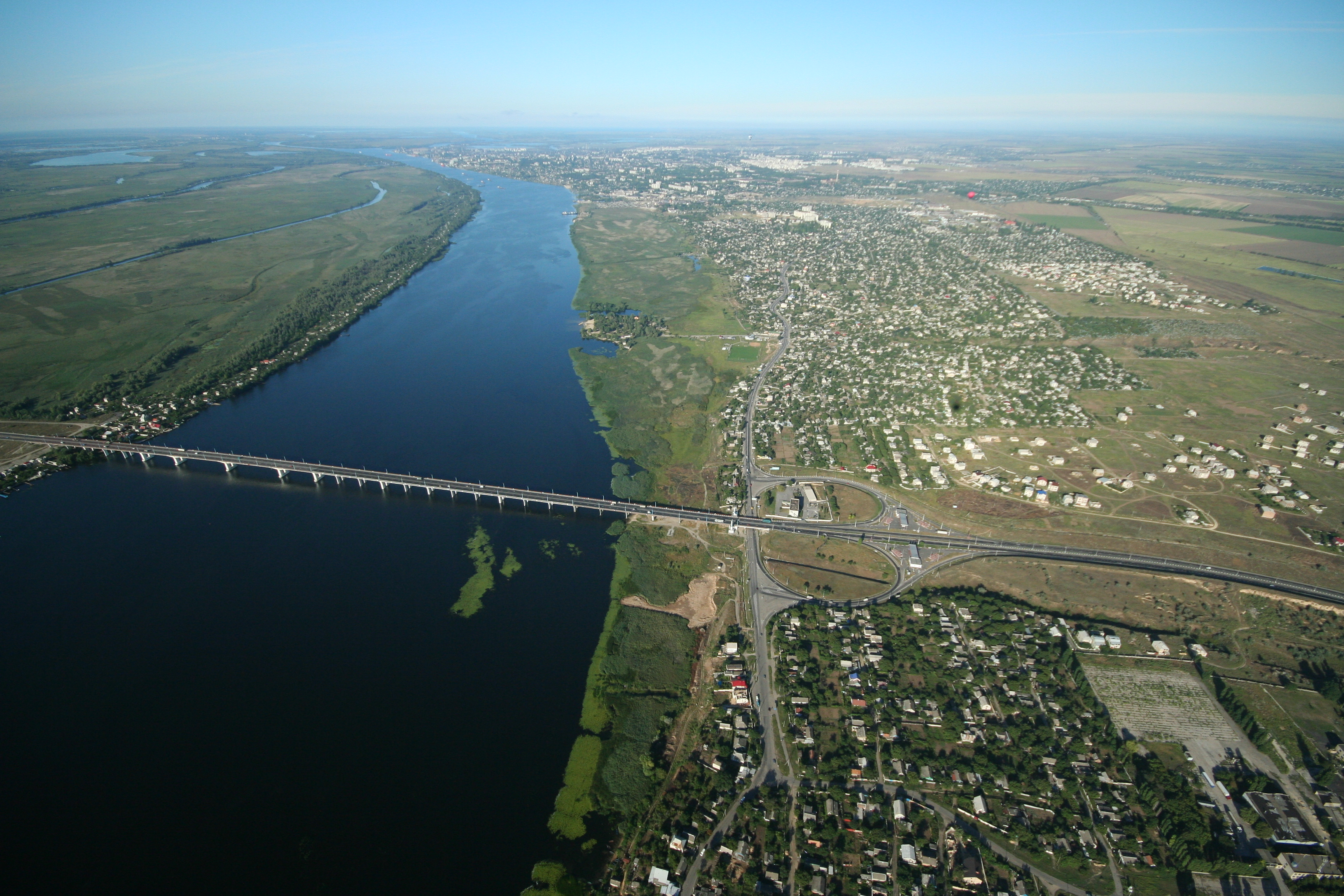
جسر أنتونوفسكي عام 2006

معركة خيرسون هي معركة عسكرية بدأت في 24 فبراير 2022، خلال الغزو الروسي لأوكرانيا عام 2022.

## المعركة

### 24 فبراير
غزت القوات الروسية خيرسون أوبلاست من الجنوب عبر شبه جزيرة القرم. في مساء يوم 24 فبراير، حاولت القوات الروسية الاستيلاء على مدينة خيرسون من أجل تأمين جسر أنتونوفسكي، والذي من شأنه أن يمنح الروس عبورًا استراتيجيًا فوق نهر دنيبر ونحو مدينة ميكولايف.

### 25 فبراير
تمكنت القوات الميكانيكية الأوكرانية من الحفاظ على الجسر، مما أجبر الروس على الدفع شمالًا إلى أقرب نقطة عبور لنهر دنيبر، مدينة نوفا كاخوفكا، التي استولى عليها الروس في 25 فبراير. في وقت لاحق في 25 فبراير، استولت القوات الروسية مرة أخرى على جسر أنتونوفسكي. كما سيطرت على خيرسون.

### 26 فبراير
في 26 فبراير، وفقًا لرئيس البلدية إيغور كوليخاييف، انسحبت القوات الروسية من خيرسون بعد غارة جوية أوكرانية على المركبات المدرعة الروسية، وتركت المدينة تحت السيطرة الأوكرانية. ادعى مسؤول أوكراني في وقت لاحق أن رتلًا من الجيش الروسي هُزم على يد القوات الأوكرانية بالقرب من بلدة أوليشكي، جنوب خيرسون.

### 27 فبراير
في صباح يوم 27 فبراير، صرحت وزارة الدفاع الروسية أن القوات الروسية طوقت المدينة. صرح مسؤولون أوكرانيون بأن القوات الروسية استولت على جزء من المدينة، بما في ذلك مطار خيرسون الدولي. في وقت لاحق من الصباح، زُعم أن القوات الجوية الأوكرانية نفذت ضربة ناجحة بطائرة بدون طيار ضد القوات الروسية في قرية تشورنوبايفكا، شمال خيرسون.

### 1 مارس
في الصباح الباكر، ادعى المسؤولون الأوكرانيون أن القوات الروسية بدأت في مهاجمة خيرسون وكانت تتقدم من مطار خيرسون الدولي إلى الطريق السريع بين خيرسون وميكولايف. لاحقًا حاصرت القوات المدينة وتمكنت من الوصول إلى الطريق السريع، وتقدمت إلى قرية كوميشاني قبل إقامة نقطة تفتيش. في وقت لاحق من نفس اليوم، دخلت القوات الروسية مدينة خيرسون.

### 2 مارس
في الصباح الباكر من يوم 2 مارس، أفادت الأنباء أن القوات الروسية تمكنت من الاستيلاء على محطة للسكك الحديدية وميناء نهري. في وقت لاحق من صباح اليوم، شوهدت القوات الروسية في ميدان سفوبودي بوسط خيرسون، حيث يقع مبنى الإدارة الإقليمية في خيرسون. وزعمت وزارة الدفاع الروسية في وقت لاحق أنها استولت على المدينة.
دخل الجنود الروس مبنى البلدية وبدأوا المفاوضات مع كوليخاييف. وفي المساء أكد أنه سلم للمدينة وأن القائد الروسي أعرب عن خططه لتشكيل إدارة عسكرية. أقر كوليخاييف بأن الجيش الأوكراني لم يعد موجودًا في خيرسون، بينما صرح رئيس الإدارة الإقليمية في خيرسون أن الجيش الروسي موجود في جميع أنحاء المدينة. تم التوصل إلى اتفاق يظل بموجبه العلم الأوكراني مرفوعًا في المدينة، بينما تشكل روسيا الإدارة الجديدة. أدت المعركة إلى مقتل حوالي 300 أوكراني بحسب ما قاله ومسؤول آخر، بينما دُمرت البنية التحتية للمدينة بشدة.